# Jiří Kulhánek (calciatore)
Jiří Kulhánek (Praga, 8 marzo 1996) è un calciatore ceco, centrocampista del Graffin Vlašim.

## Statistiche

### Presenze e reti nei club
Statistiche aggiornate al 28 febbraio 2018.
| Stagione              | Squadra               | Campionato            | Campionato | Campionato | Coppe nazionali | Coppe nazionali | Coppe nazionali | Coppe continentali | Coppe continentali | Coppe continentali | Altre coppe | Altre coppe | Altre coppe | Totale | Totale |
| Stagione              | Squadra               | Comp                  | Pres       | Reti       | Comp            | Pres            | Reti            | Comp               | Pres               | Reti               | Comp        | Pres        | Reti        | Pres   | Reti   |
| --------------------- | --------------------- | --------------------- | ---------- | ---------- | --------------- | --------------- | --------------- | ------------------ | ------------------ | ------------------ | ----------- | ----------- | ----------- | ------ | ------ |
| gen.-giu. 2016        | Graffin Vlašim        | 2L                    | 12         | 0          | MC              | -               | -               | -                  | -                  | -                  | -           | -           | -           | 12     | 0      |
| 2016-2017             | Graffin Vlašim        | 1L                    | 25         | 0          | MC              | 1               | 0               | -                  | -                  | -                  | -           | -           | -           | 26     | 0      |
| Totale Graffin Vlašim | Totale Graffin Vlašim | Totale Graffin Vlašim | 37         | 0          |                 | 1               | 0               |                    | -                  | -                  |             | -           | -           | 38     | 0      |
| lug.-dic. 2017        | Slovan Liberec        | 1L                    | 11         | 0          | MC              | 2               | 0               | -                  | -                  | -                  | -           | -           | -           | 13     | 0      |
| gen.-giu. 2018        | Sparta Praga          | 1L                    | 2          | 0          | MC              | -               | -               | UEL                | -                  | -                  | -           | -           | -           | 2      | 0      |
| Totale carriera       | Totale carriera       | Totale carriera       | 50         | 0          |                 | 3               | 0               |                    | -                  | -                  |             | -           | -           | 53     | 0      |

## Palmarès

### Club

#### Competizioni nazionali
- Coppa di Slovacchia: 1

Spartak Trnava: 2018-2019